# Adhémar Fabri
Pour les articles homonymes, voir Adhémar et Fabri.
Adhémar Fabri, dit parfois par erreur Adhémar de la Roche, originaire de La Roche-sur-Foron (Genevois), et mort en 1388 à Avignon, est un prélat, évêque de Genève au XIVe siècle.

## Biographie

### Origines
Adhémar ou parfois Aymar appartient à la famille Fabri, originaire de  La Roche-sur-Foron, dans le comté de Genève. Il est dit parfois Adhémar de la Roche, à la suite de la mention « Adhemarus de Ruppe, episcopus Gebennesis » dans l'obituaire de la cathédrale de Genève. Ainsi l'abbé Joseph-Antoine Besson a rapporté un Adhémar de la Roche, évêque au Xe siècle, d'après le nécrologue de l'église de Genève, mais réfutée par Jean-Louis Grillet (1807).

### Carrière ecclésiastique
Il entame une carrière ecclésiastique, appartenant à l'ordre des dominicains. Il est mentionné pour la première fois comme prieur du couvent en 1353 et y reste jusqu'en 1357. Il serait curé de Rumilly en 1365, selon l'Armorial genevois (1849).
Au cours de l'été de 1378, il obtient l'évêché de Saint-Paul-Trois-Châteaux (Drôme). En raison du Grand Schisme, sa nomination tarde et Adhémar Fabri est fait titulaire du siège de Genève, en juillet 1385.
Il devient confesseur de l'antipape Clément VII.

### Lesfranchises d'Adhémar F.
L'analyse des documents permettrait de conclure qu'il ne se rend dans sa ville épiscopale de genève qu'à une seule occasion.
Il accorde aux habitants de Genève le droit de facturer des intérêts sur les prêts. Ce droit est, à l'époque, unique dans toute la chrétienté. En 1387, il publie une charte reconnaissant Genève une république civile. La ville lui doit la confirmation de ses franchises, dont il fait publier le recueil le 23 mai 1387,. Il confirme ainsi, pour lui et ses successeurs, « toutes les libertés, franchises, immunités, us et coutumes » pour la cité. Ce document est approuvé par bulle pontificale de Félix V, le 23 mai 1387.
Ces franchises deviennent dans la suite le code de ses libertés genevoises, et tous les citoyens en regardèrent l'étude comme nécessaire.

## Héraldique

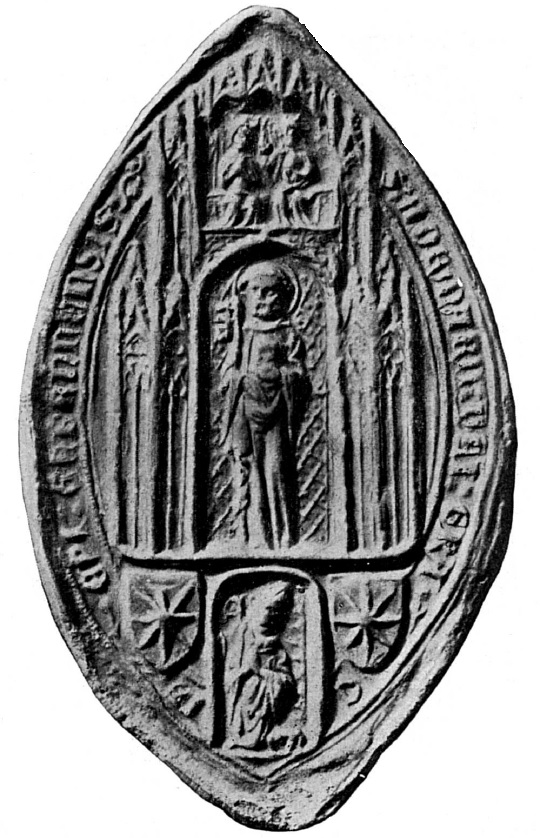
Sceau de l’évêque.

L'Armorial genevois (1849) indique que l'évêque utilise des armoiries composées d'une étoile à huit rais. Cependant la famille Fabri fait évoluer celles-ci à l'issue de l'acquisition de la seigneurie de Begnins, en pays de Vaud.
Le sceau de l'évêque porte en légende « ADEMARII : DEI : GRACIAI : EPI : GEBENNENSISI ».

## Postérité
Une rue de Genève porte son nom. Une rue de La Roche-sur-Foron porte son nom.